# Benito Juárez (Ciudad de México)

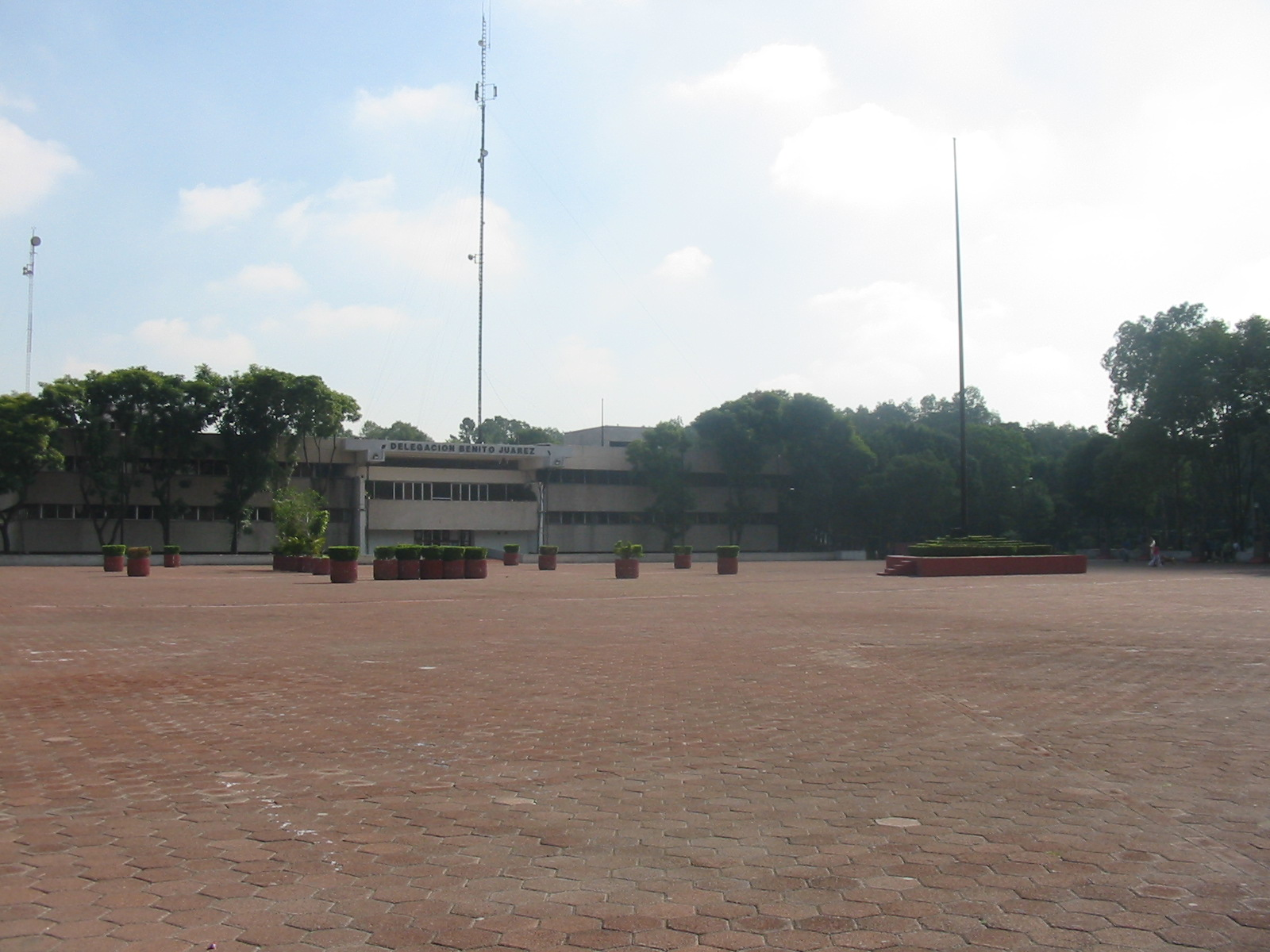
Edificio de las oficinas de la alcaldía Benito Juárez.

Benito Juárez  es una de las dieciséis demarcaciones territoriales de la Ciudad de México.
Fue creada a principios de los años cuarenta, pero tomó sus límites territoriales el 29 de diciembre de 1970. Se encuentra en la región central de la ciudad y ocupa 26,63 km² a 2.232 m s. n. m. Limita al norte,  Miguel Hidalgo y Cuauhtémoc; al poniente  Álvaro Obregón, al sur  Coyoacán y Álvaro Obregón, y al oriente  Iztacalco e Iztapalapa. La posición céntrica de la alcaldía Benito Juárez la convierte en cruce de caminos entre las diversas zonas de la ciudad, por lo mismo cuenta con abundantes vías de comunicación. Sus habitantes conviven diariamente con dos millones de visitantes. Esta gran población flotante se beneficia de la vialidad y el mobiliario urbano de la región, y también contribuye a la intensa actividad económica de la misma, estimada en 2005 en 3.350 millones de dólares.[cita requerida]
Benito Juárez es la demarcación con mayor índice de desarrollo humano en México.

## Toponimia
El 30 de diciembre de 1972 la delegación recibió el nombre de Benito Juárez, en alusión al político, abogado liberal y expresidente de México,  siendo el Jefe del Departamento del Distrito Federal, Octavio Sentíes Gómez.

## Geografía urbana

### División territorial
La delegación Benito Juárez está dividida en 56 colonias, destacando por su tamaño, población e importancia.
Colonia Postal
Una de las colonias más tradicionales y antiguas de la Alcaldía Benito Juárez. Creada en 1926 para dotar de vivienda a trabajadores de la Dirección General de Correos de México. Las calles reciben el nombre de los diferentes departamentos de Correos de aquella época: Giros Postales, Certificados, Estafetas, Reembolsos, entre otros. La primera casa construida se ubica en la glorieta de Unión Postal y Certificados. Su ubicación y vías de acceso permite que sus habitantes se trasladen con relativa facilidad a cualquier lugar de la Ciudad de México. 

#### Colonia Narvarte
Fue construida en los años cuarenta y originalmente era una hacienda, ubicada al centro-sur de la Ciudad. Aquí encontramos la torre de Secretaría de Comunicaciones y transportes (SCOP), construida en los años cincuenta, en sus paredes encontramos murales de Juan O´Gorman, autor también de los murales de la Biblioteca Central de la UNAM. En esta colonia destaca la construcción de la plaza comercial Plaza Delta que anteriormente eran terrenos del parque de béisbol del Seguro Social, se ubica en los límites de la misma y de la colonia Roma perteneciente a la alcaldía Cuauhtémoc. Sus calles en retícula ortogonal son cortadas por avenidas diagonales con camellones alineados con palmas y la mayoría de sus edificios estilo funcionalistas son decorados con mosaicos, albergando en las plantas bajas accesorias que dan vida a la zona. Por su tamaño se subdivide en Narvarte Oriente y Narvarte Poniente.

#### Colonia Portales
La Colonia Portales, cuenta con todos los servicios e infraestructura urbana. Aquí la población es mayormente adulta.[cita requerida] Hoy en día con la construcción de tantos edificios, las calles comienzan a ser invadidas como estacionamiento público. Está atravesada por las líneas 2 y 12 del metro con las estaciones Portales y Ermita y Eje Central y Ermita. Debido a su extensión se subdivide en otras 3 colonias que son: Portales Oriente, Portales Sur y Portales Norte.

#### Colonia del Valle
Colonia del Valle (Ciudad de México) Posiblemente la colonia con mayor actividad de la Alcaldía, ya que cuenta con grandes hospitales del sector público como 20 de Noviembre (que cuenta con su estación del metro de la línea 12) y el hospital Carlos McGregor Sánchez (que a pesar de su cambio de nombre es más conocido por su ubicación como “Gabriel Mancera”  con esquina en Xola); también en su interior existen múltiples instituciones educativas tanto públicas como privadas, otra característica son las múltiples oficinas y comercios que han ocasionado que la antigua tranquilidad que la caracterizaban haya dado paso a una de las zonas con mayor tráfico vehicular en horas de entrada y salida ejecutivas. Es sin lugar a dudas la zona de la ciudad mejor comunicada debido a su colindancia con amplias e importantes avenidas entre ellas Insurgentes, Xola, División del Norte, entre otras. Sus orígenes datan de principios del siglo XX cuando se fraccionaron las haciendas Amores y Narvarte. Por su gran extensión territorial se subdivide en otras 4 colonias que son: Colonia del Valle Norte, Colonia del Valle Centro, Colonia del Valle Sur y Tlacoquemecatl del Valle.

#### Colonia Nápoles
Sede del World Trade Center Ciudad de México y del Polyforum Cultural Siqueiros la Colonia Nápoles con calles en diagonal que llevan nombres de ciudades de los Estados Unidos de América y cuyas antiguas casonas de estilo colonial californiano paulatinamente se han convertido en bancos y restaurantes.

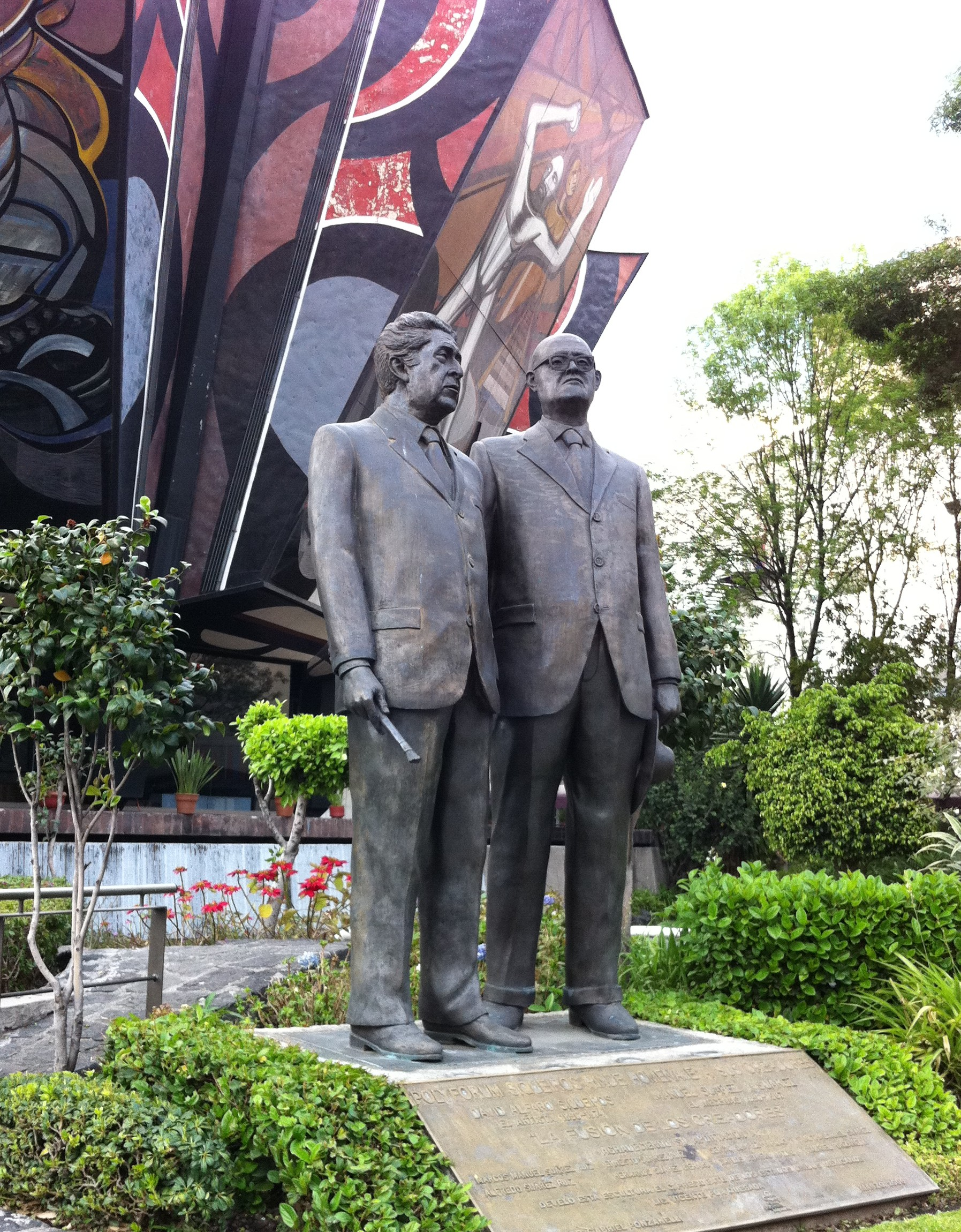
Escultura en Polyforum Siqueiros. Manuel Suárez y Suárez y David Alfaro Siqueiros

#### Colonia San Pedro de los Pinos
Originalmente fue un barrio para la clase obrera, sin embargo debido a su céntrica ubicación y excelentes vías de comunicación poco a poco se ha convertido en zona habitacional de clase media.

#### Colonia Álamos
Antecesor directo del rancho del mismo nombre es de los más antiguos fraccionamientos de la demarcación y fue a inicios del siglo XX una de las zonas más exclusivas de la ciudad, sin embargo sufrió los embates del sismo de 1985 lo que llevó a su deterioro. A raíz del bando 2 y a su excelente ubicación nuevamente ha experimentado un relativo auge.

#### Colonia San José Insurgentes
De amplios camellones esta pequeña colonia residencial de la alcaldía y al ser limítrofe con la avenida de los Insurgentes se ha visto invadida por oficinas gubernamentales, corporaciones financieras, comercios y hoteles. Sede del Teatro de los Insurgentes.

#### Colonia Santa Cruz Atoyac
Asentamiento prehispánico devorado por la gran urbe. Los amplios terrenos que rodeaban el poblado original dieron paso a los primeros centros comerciales, la primera plaza o centro comercial fue Plaza Universidad a nivel de la Ciudad de México, y tiendas de autoservicio de la Ciudad de México. En Sta. Cruz Atoyac se ubica el edificio delegacional. Cuenta con un monumento histórico (iglesia) avalado por el INAH, deportivo, centros comerciales, dos estaciones de metro (Zapata y Parque de los venados). Los nativos de Santa Cruz Atoyac fueron los impulsores y fundadores de colonias vecinas Letrán del Valle, del Valle, General Anaya y Portales Sur. Santa Cruz Atoyac tiene el aval de pueblo originario ante el Gobierno Central. En la época prehispánica, Atoyac rendia tributo al señorío de Coyoacán, era el paso (calle Juárez, actualmente) y lugar de descanso de Cortes (Coyoacán-Atoyac-Tenochtitlan).

#### Colonia Independencia
Colonia ubicada al oriente de la demarcación. Sus límites están comprendidos en el sur por las colonias Letrán Valle y San Simón Ticumac, al poniente por la colonia Vertiz Narvarte, al norte por las colonias Vertiz Narvarte y Periodista y al oriente por las colonias del Lago y Américas Unidas, cuenta con 56 manzanas. (Alejandro Verdugo).

#### San Simón Ticumac
Siendo de los pocos pueblos originarios de la demarcación, la colonia San Simón Ticumac colinda al norte con la colonia Independencia, al sur con Portales Norte; al este con la colonia Del Lago, Albert y Zacahuitzco y al poniente la colonia Letrán Valle. Aquí se encuentra la Parroquia de San Simón Ticumán que es muy visitada y se suele festejar su tradicional fiesta en el mes de octubre. Casi enfrente de la iglesia, se encuentra el centro de salud Portales, que cuenta con servicio matutino, vespertino y sabatino para recibir atención de consulta externa y vacunación.

#### Otras colonias
- Colonia Américas Unidas.
- Colonia Atenor Salas
- Colonia Del Carmen.
- Colonia Letran Valle.
- Colonia Miravalle.
- Colonia Moderna
- Colonia Nativitas.
- Colonia Nonoalco.
- Colonia San Juan.
- Colonia Xoco.
- Colonia Mixcoac.

## Demografía
El Índice de Desarrollo Humano Municipal, publicado por las Naciones Unidas en el 2014, lista a esta población en el primer lugar en México en ingreso per cápita (USD$ 45 012 PPC de 2005) y en desarrollo humano. Su Índice de Desarrollo Humano (0,917) es comparable al de los Países Bajos y Suiza (0,915 y 0,917, respectivamente).
De acuerdo al Panorama sociodemográfico del Distrito Federal publicado por el INEGI en 2011 , la delegación cuenta con una población de 434 153 habitantes (2020), que representan el 4.35% de la población de la CDMX (8 851 080 habitantes en 2010). La densidad poblacional es de 16 300 habitantes por kilómetro cuadrado, con un promedio de 2.7 ocupantes por vivienda. Los hombres representan el 45.77%, y las mujeres el 54.23%. La edad mediana es 36 años. 
Entre sus habitantes, el 37,4% son estudiantes, el 35,7% personas dedicadas a los quehaceres del hogar, el 20,9% son jubilados y pensionados y el 6% no trabajan o realizan actividades no económicas. En cuanto a la situación conyugal de los habitantes, se tiene que el 35.3% de las personas están casadas, el 38.9% solteras, el 9% en unión libre y el 15.1% divorciada, viuda o separada. Por otra parte, el 75.3% son católicos y el 10.1% sin religión. En 2010, 3 956 personas en la Delegación reportaron hablar alguna lengua indígena. 
En cuanto a escolaridad, la tasa de alfabetización en la delegación es de 98,5% para personas entre 14 y 24 años y de 98,3% para personas de 25 años o más. Además, de cada 100 personas entre 6 y 11 años, 96 asisten a la escuela según datos del INEGI en 2010.
Escuelas secundarias
- Diurna Número 8 «Tomás Garrigue Masaryk»
- Diurna Número 10 «Leopoldo Ayala»
- Diurna Número 13 «Enrique C. Olivares»
- Diurna Número 34 «Eugenia León Puig»
- Diurna Número 38 «Josefa Ortiz de Domínguez»
- Diurna Número 45 «María Enriqueta Camarillo»
- Diurna Número 51 «Profesor Carlos Benítez Delorme»
- Diurna Número 62 «Miguel de Cervantes Saavedra»
- Diurna Número 72 Diego Rivera
- Diurna Número 80 Doctor Martín Luther King
- Diurna Número 153 Daniel Huacuja Sánchez
- Diurna Número 197 Canadá
- Técnica Número 14 (5 de Mayo)
- Telesecundaria 32
- Telesecundaria 116
- Telesecundaria 122
- Para trabajadores 10
- Para trabajadores 13 (plan acelerado de tres semestres)
- Para trabajadores 26 (plan acelerado de tres semestres)
- Para trabajadores 37
- Para trabajadores 69

## Equipamiento e infraestructura urbana
Instituciones Educativas:
Escuelas de nivel preescolar: 35.
Escuelas de nivel primaria: 51.
Escuelas de nivel secundaria: 21.
Hospitales y centros de salud: 4.
Centros de DIF: 2.
Centros culturales y bibliotecas: 30.
Mercados: 16.
Colonias: 57.
Unidades Habitacionales: 2.
Parques: 24.
La Delegación Política Benito Juárez es la zona en el país que tiene mayor nivel educativo.
La delegación Benito Juárez es la más completa en infraestructura, ya que cuenta con gran variedad de lugares educativos, culturales, deportivos y parques y es una de las demarcaciones más seguras de la Ciudad de México.
Así mismo, la delegación es una de las más transitadas y por lo mismo de la que más obras tiene, incluyendo puentes, remodelación de banquetas, calles y edificios empresariales para oficinas. Un ejemplo es la obra que se está llevando a cabo en avenida Revolución para agilizar el tránsito y el túnel de Río Mixcoac y Río Churubusco, túnel que beneficiará y reducirá el tiempo de llegada al Aeropuerto Internacional de la Ciudad de México. 
Referente a la seguridad en la delegación es de las más seguras y donde más patrullas y policías se concentran en una colonia. Se ha tratado de implementar más seguridad con policías en bicicletas y patrullas haciendo rondines porque hay zonas en las que la delincuencia ha llegado y cada vez hay más asaltos a transeúnte y en ocasiones a bancos. Pero se ha tratado de evitar incluyendo más patrullas y policías.[cita requerida]

## Política
A partir de 2000, los habitantes de la delegación pudieron votar por el jefe delegacional, ya que anteriormente los delegados eran nombrados por el jefe del Departamento del Distrito Federal (a su vez designado directamente por el presidente de la República).
La reforma política del Distrito Federal de México es una serie de modificaciones legislativas federales y locales de ese país, con el objetivo de dotar a la capital del país, México, D. F., de un estatus político semejante al de las 31 entidades federativas de México restantes. Con esta reforma, el Distrito Federal cambia su nombre por el de Ciudad de México, ambos términos que hasta ahora se habían considerado equivalentes. La Asamblea Legislativa del Distrito Federal (ALDF) fue sustituida por el Congreso de la Ciudad de México, las delegaciones políticas fueron transformadas en alcaldías, presididas por alcaldes y un consejo, entre otros cambios. La reforma fue aprobada a finales de 2015 por el Congreso de la Unión y fue promulgada el 29 de enero de 2016 por el presidente de la república, Enrique Peña Nieto.
Los resultados de los comicios del Proceso Electoral 2017-2018 en las 16 alcaldías y concejalías fueron ratificados en la víspera por el Tribunal Electoral de la Ciudad de México. Respecto a las concejalías, el pleno consideró modificar la plantilla de concejales de Benito Juárez, toda vez que no se realizó un reparto equitativo en la modalidad plurinominal en materia de paridad de género, por lo que pidió expedir constancia a las priistas, María Fernanda Bayardo Salim y Marelyn Mitsuko Casarrubias Peralta como Concejal propietaria y suplente por el principio de representación proporcional postuladas en dicha demarcación, resultando en la única alcaldía con una integración mayoritaria de mujeres.

### Delegados

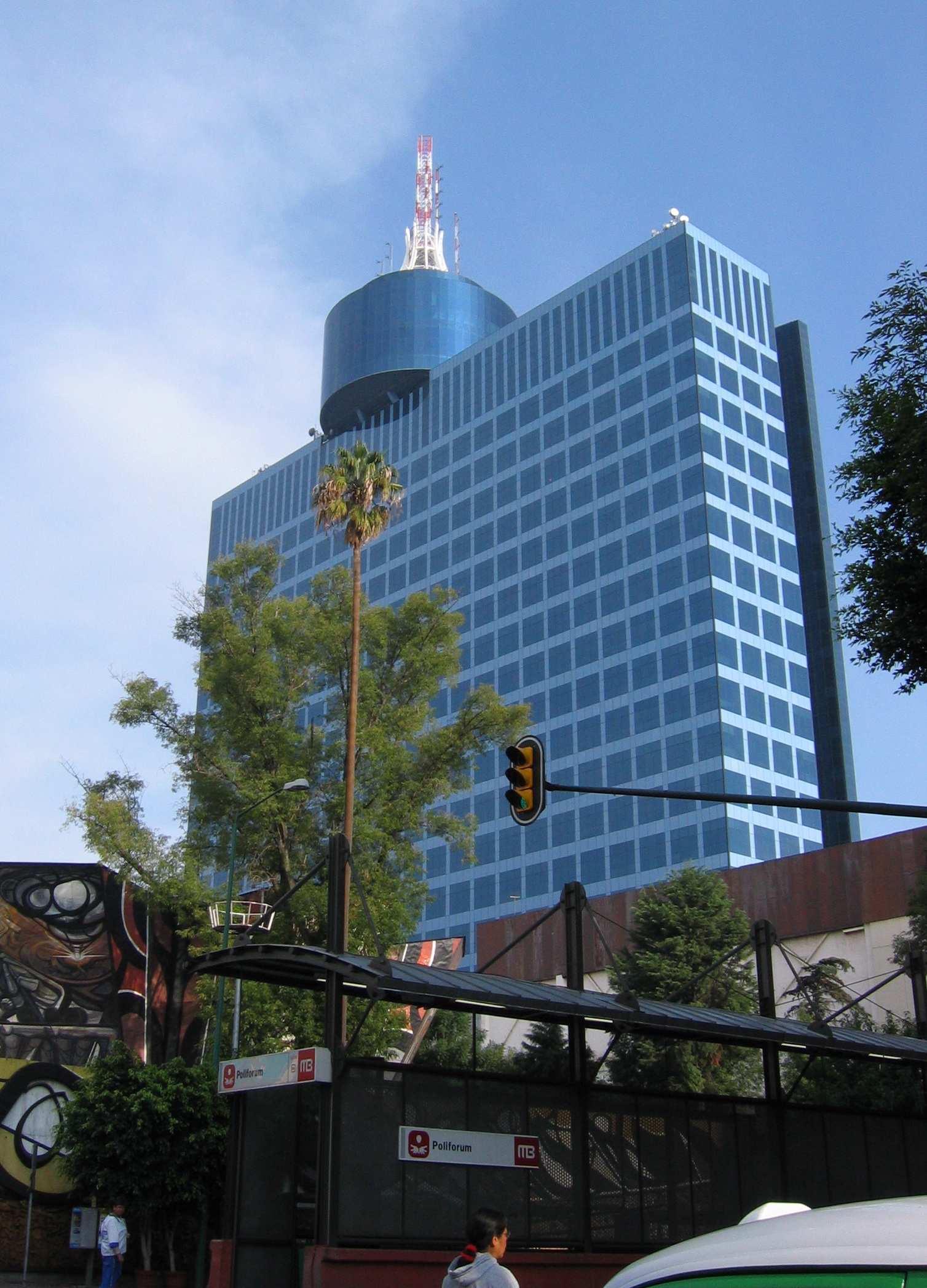
World Trade Center Ciudad de México.

- 1969 - 1975: Manuel Jiménez San Pedro
- 1975 - 1976: Cuauhtémoc Santana
- 1976 - 1980: Arturo Llorente González
- 1980 - 1981: Emilio Chuayffet Chemor
- 1981 - 1982: Humberto Benítez Treviño
- 1982 - 1988: María Eugenia Moreno Gómez
- 1988 - 1989: Carlos Contreras Cantú
- 1989 - 1994: Roberto Ortega Lomelín
- 1994 - 1995: José Ramón Martell
- 1995 - 1997: María Esperanza Gómez-Mont Urueta
- 1997 - 2000: Ricardo Pascoe Pierce
- 2000: Eduardo Morales Domínguez

### Jefes delegacionales
- 2000 - 2003:  José Espina Von Roehrich
- 2003 - 2006:  Fadlala Akabani Hneide
- 2006 - 2009:  Germán de la Garza Estrada
- 2009 - 2012:  Mario Alberto Palacios Acosta
- 2012 - 2015:  Jorge Romero Herrera
- 2015 - 2015:  Ricardo Amezcua Galán
- 2015 - 2018:  Christian Damián Von Roehrich
- 2018 - 2018:  Ángel Luna Pacheco

### Alcaldes
- 2018 - 2023:  Santiago Taboada Cortina
- 2023 - 2024:  Jaime Isael Mata Salas (interino)
- 2024 - 2027:  Luis Mendoza Acevedo

## Sitios de interés

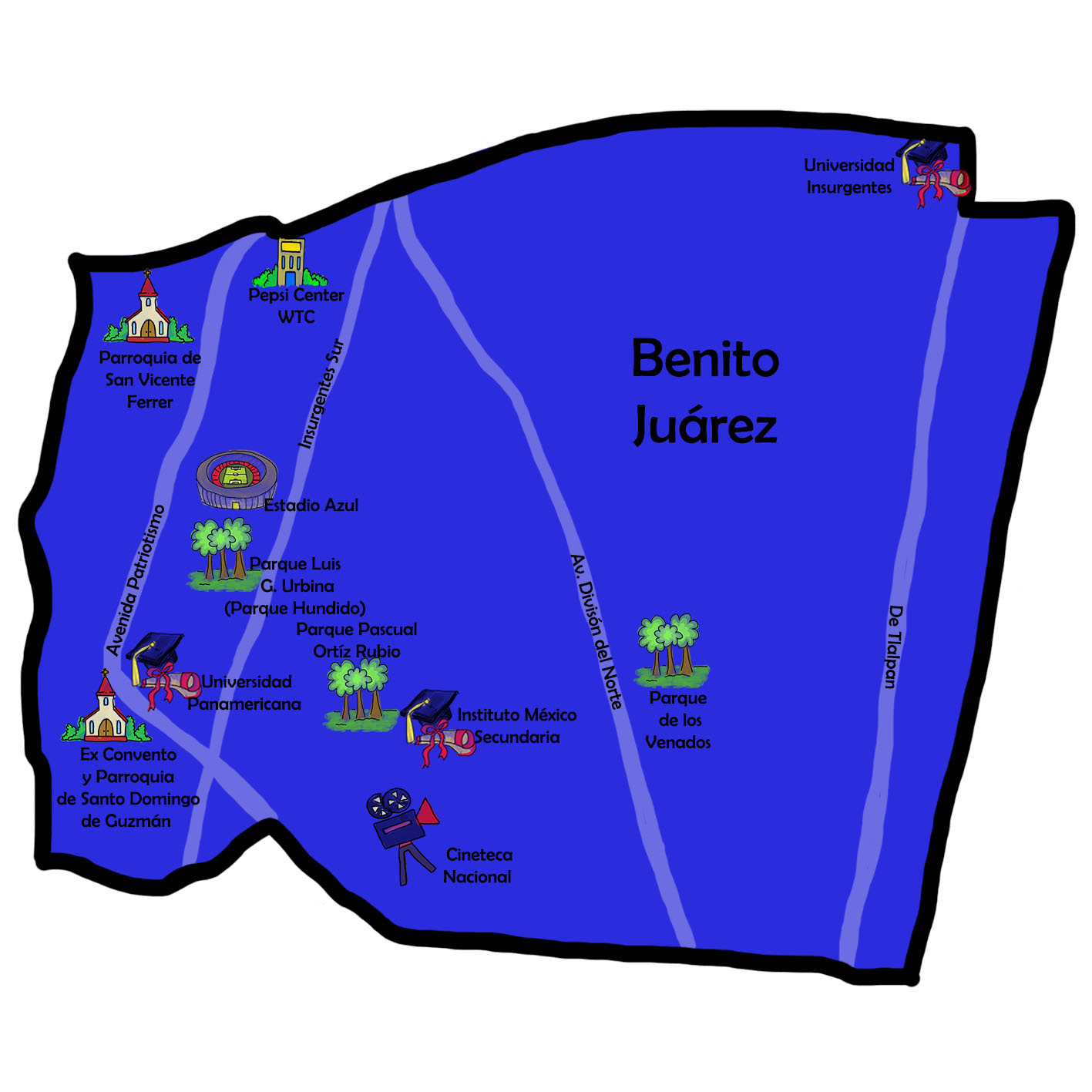
Mapa de los lugares turísticos más representativos de la delegación Benito Juárez.

En esta demarcación se encuentran la Cineteca Nacional fundada en 1974 y donde anualmente se lleva a cabo la Muestra Internacional de Cine; actualmente cuenta con diez salas y un foro al aire libre en el cual las películas exhibidas son gratuitas. En 2014 con el afán de fortalecer y nutrir la cultura cinematográfica creó el Departamento de Extensión Académica el cual se encarga de impartir cursos, talleres y diplomados enfocado al séptimo arte. El Teatro de los Insurgentes, el Polyforum Cultural Siqueiros son otros de los puntos de interés culturales más importantes; la delegación también cuenta con algunos recintos religiosos como las iglesias de Cristo Rey, de Sta. Cruz Atoyac, de la Inmaculada Concepción y de la Emperatriz de América; y la Alberca Olímpica; así como 24 parques, entre ellos, los más conocidos: el parque Hundido y el de los Venados (Francisco Villa) y el World Trade Center México. Es también asentamiento del mayor espacio comercial en el país, al albergar los centros comerciales Parque Delta, Metrópoli Patriotismo, Plaza Universidad, Galerías Insurgentes, Centro Coyoacán, Patio Universidad, Manacar y Pabellón del Valle. Los parques de la demarcación son los siguientes: Alfonso Esparza Oteo, Francisco Villa (Hundido), Pascual Ortiz Rubio, Américas, Arboledas (Pilares), Clemente Orozco, Cri-Cri, De la Insurgencia (La Bola), Félix Cuevas, Iztaccíhuatl, José María Olloqui, La Moderna, Luis Pombo, María Enriqueta Camarillo, Mariscal Sucre, Miguel Alemán, Miraflores, Molinos, Periodista, Rosendo Arnaiz, San Lorenzo Xochimanca, San Simón Ticumac, Tío Polito, Tlacoquemécatl. Los espacios abiertos consideran cuatro plazas, un jardín y dos deportivos. Cabe mencionar que no hay áreas de resguardo ambiental o reserva ecológica.
En la alcaldía se cuenta con bibliotecas que trabajan según los siguientes servicios: actividades interactivas y recreativas por medio de audiovisuales, y proyección de películas y círculos de animación a la lectura entre toda la comunidad de diferentes edades. Se llevan a cabo exposiciones, veladas literarias y conciertos, con la intención de poner al alcance de la comunidad estos eventos que amplían su acervo cultural.
En la zona de Mixcoac se encuentra una zona arqueológica la cual según nos indican las excavaciones estuvo habitada desde el horizonte Preclásico (1000 a. C.). Actualmente solo se conserva una pequeña parte del área ceremonial del sitio.
Sus principales vialidades son:
- Calzada de Tlalpan
- Insurgentes Sur
- Eje 1 Poniente Av. Cuauhtémoc
- Eje 4 Sur Xola
- Av. División del Norte
- Eje 6 Sur Ángel Urraza
- Eje 5 Sur Eugenia
- Av. Patriotismo
- Circuito Interior Av. Revolución
- Eje 3 Poniente Av. Coyoacán
- Eje 2 Poniente Gabriel Mancera
- Av. Plutarco Elías Calles
- Eje 7 Sur Félix Cuevas
- Eje 7-A Sur Emiliano Zapata
- Eje 7 Sur Municipio Libre
- Eje 8 Sur Av. Popocatépetl
- Periférico Poniente
- Barranca del Muerto
- Eje Central Lázaro Cárdenas
- Obrero Mundial
- Circuito Interior Río Churubusco
- Av. Universidad
- Av. Doctor José María Vertiz.
- Viaducto Presidente Miguel Alemán.

La actividad comercial se concentra sobre avenida de los Insurgentes y, en menor medida, sobre las avenidas Universidad y División del Norte; en donde podemos encontrar una gran variedad de restaurantes, cafés y boutiques.

### Transporte
Estaciones de Metro dentro de la demarcación

| Estación                           | Línea |
| ---------------------------------- | ----- |
| Viaducto                           |       |
| Xola                               |       |
| Villa de Cortés                    |       |
| Nativitas                          |       |
| Portales                           |       |
| Ermita                             |       |
| Etiopía/Plaza de la Transparencia, |       |
| Eugenia                            |       |
| División del Norte                 |       |
| Zapata                             |       |
| Coyoacán                           |       |
| San Pedro de los Pinos             |       |
| San Antonio                        |       |
| Mixcoac                            |       |
| Insurgentes Sur                    |       |
| Hospital 20 de Noviembre           |       |
| Parque de los Venados              |       |
| Eje Central                        |       |

Metrobús de la Ciudad de México
- La Piedad,
- Poliforum ,
- Nápoles ,
- Colonia del Valle
- Ciudad de los Deportes,
- Parque Hundido,
- Félix Cuevas ,.
- Río Churubusco
- Teatro Insurgentes,
- Amores,
- Etiopía/Plaza de la Transparencia,
- Dr.Vertiz,
- Centro SCOP,
- Álamos,
- Xola,
- Las Américas,
- Obrero Mundial,
- Luz Saviñon
- Eugenia
- División del Norte
- Miguel Laurent

Asimismo la alcaldía ofrece un gran número de servicios que se otorgan a la comunidad mediante; casas de cultura, centros de desarrollo social, foros al aire libre, centros deportivos, módulos deportivos, salones para fiestas, teatros y salas de usos múltiples. Así mismo, a través de la Dirección de Programas DIF, se otorgan servicios como lo son CENDIS, grupos de tercera edad y albergues, entre otros, sin descontar los servicios ofrecidos por la Dirección de Servicios a la Comunidad como los son; los servicios médicos de especialidad, brigadas comunitarias, estudios socioeconómicos, así como nuestras unidades móviles de atención que están presentes todos los días dentro de la misma.
Los programas sociales son parte importante del actuar cotidiano a través de becas nutricionales, apoyos económicos, becas de gratuidad en servicios y maestros jubilados, sin descontar los servicios al sector educativo y social de nuestra delegación y la organización de eventos en todos los rincones de la demarcación, tanto de esparcimiento, como cívicos. 
Esta alcaldía actualmente no cuenta con el programa Ecobici, sin embargo ya está en planes para llevar a cabo el programa. A la altura de esta demarcación, sobre el anillo periférico, actualmente se encuentra en construcción el fragmento norte de la Autopista Urbana, que pretende ser finalizada este mismo año.

## Personas destacadas
Algunos personajes ilustres de esta demarcación son:
- Ignacio de la Torre y Mier
- Carlos Monsiváis Aceves
- Octavio Paz

## Iglesia del Purísimo Corazón de María e iglesia de Santa Cruz Atoyac
El Purísimo Corazón de María es una parroquia la cual se ubica en la calle de Gabriel Mancera entre Torres Adalid y Luz Saviñón, col. Del Valle. Es una iglesia singular gracias a la figura que se encuentra en su cúspide. Pocos conocen su nombre. y piensan que la gran figura que corona su cúpula es un Cristo en vez de la Virgen María. Todavía son más las personas que desconocen el nombre del templo y falta de conocerlo la llaman "Nuestra Señora del Tránsito", pues con sus brazos abiertos parece querer contribuir a acelerar el tráfico vehicular que confluye en las vecinas avenidas de División del Norte, Colonia Del Valle y Amores en torno al parque Mariscal Sucre. En el interior del templo se pueden observar fantásticos vitrales y murales que representan diversos pasajes bíblicos en una extraordinaria arquitectura, lo que ha motivado que en este lugar se hayan filmado algunas películas como "El Analfabeto" protagonizada por Mario Moreno Cantinflas "Romeo + Julieta" protagonizada por el actor estadounidense Leonardo DiCaprio.
La iglesia de Santa Cruz Atoyac es un monumento histórico, avalado por el INAH, que data del siglo XVI, cuenta con reliquias milenarias, por mencionar la astilla que perteneció a la cruz de Cristo. Otra reliquia es el cristo que descansa en la cruz de la iglesia, es de uno de los tres cristos a nivel mundial elaborado por carrizo, siendo piezas únicas, cuyo tamaño da a decir que tiene un peso considerable pero no es así, otra pieza elaborada con el mismo material es el Sr. Santiago. Tanto las campanas y la cruz de concreto que se encuentra en el atrio de la iglesia fueron elaboradas por indígenas, es por eso que se observan flores talladas. Por último, mencionar la aparición de la Virgen María en uno de los árboles del atrio, el cual se encuentra protegido y solo puede ser visto de lejos. El día 3 de mayo, se festeja el Día de la Sta. Cruz, dicho festejo es organizado por los habitantes del pueblo. 
En el deportivo de la alcaldía, en la esquina de Municipio Libre y Cuauhtémoc, existe un tronco de árbol con forma de cruz, el cual los nativos lo consideran un milagro, y cuando llega el día 3 de mayo, le cantan las mañanitas al árbol y a la cruz principal de la iglesia. La palabra "Atoyac" es de origen nahuatl y significa "A la orilla del lago" o "donde nace el manantial.

## Hermanamientos
- Xuhui, China (2011)[18]
- Medellín, Colombia (2012)[19]
- Milpa Alta, México (2013)[20]